# City-Bus Wiltz
Pour les articles homonymes, voir Citybus.
City-Bus Wiltz est le réseau de transport en commun communal de la commune de Wiltz au Luxembourg. Ce réseau, constituant un réseau local « City-Bus », dessert la ville et les villages voisins depuis 1997 en complément des dessertes assurées par le Régime général des transports routiers.
Il est constitué de quatre lignes en semaine et d'une ligne le samedi.

## Histoire
Le premier service urbain, reliant le centre à Niederwiltz a été mis en service en 1986.
Le réseau actuel est mis en service en 1997.
Le 16 décembre 2019, le réseau est réorganisé et passe de trois à quatre lignes avec la création de la ligne 4 et la réorganisation de la ligne 3 afin de réduire les temps de parcours — pour les lignes 1 à 3, les appellations respectives « Circuit Ville-Haute », « Circuit Ville-Basse » et « Circuit Navette » sont abandonnées —, tout en devenant entièrement gratuit.
Le 3 septembre 2022, le service est modifié : la desserte du samedi s'effectue avec une unique ligne dénommée « S » assurant la desserte de tous les arrêts, l'offre reste inchangée en semaine.

## Le réseau

### Présentation
Le réseau City-Bus Wiltz est constitué du lundi au vendredi de quatre lignes (1, 2, 3, 4) et est centré autour de la gare de Wiltz qui constitue le terminus de l'ensemble des lignes qui assurent chacune un itinéraire en boucle, avec des horaires adaptés à ceux des trains. Depuis, cet arrêt, les lignes partent vers les localités périphériques de Roullingen, Weidingen et Erpeldange. Le samedi, une ligne unique (S) dessert tous les arrêts du réseau.
Le service est assuré avec des minibus Mercedes-Benz Sprinter City gris avec un pelliculage blanc représentent des bâtiments, des personnes et des arbres.

### Les lignes
| No | Parcours                                                 | Période d'exploitation |
| -- | -------------------------------------------------------- | ---------------------- |
| 1  | (circulaire) Gare de Wiltz via Roullingen                | En semaine             |
| 2  | (circulaire) Gare de Wiltz via Weidingen et Erpeldange   | En semaine             |
| 3  | (circulaire) Gare de Wiltz via le CHdN et Niederwiltz    | En semaine             |
| 4  | (circulaire) Gare de Wiltz via Weidingen et Niederwiltz  | En semaine             |
| S  | (circulaire) Gare de Wiltz via tous les arrêts du réseau | Le samedi              |

## Exploitation

### Matériel roulant
La flotte se compose de minibus Mercedes-Benz Sprinter City.

### Tarification et financement
À sa création, le réseau est payant et, à partir de 2004, il devient possible de l'utiliser avec la tarification nationale. Depuis le 16 décembre 2019, son accès est gratuit.